# ケンちゃんトコちゃん
『ケンちゃんトコちゃん』は、1970年3月5日から1971年3月4日までTBS系列の毎週木曜19:30 - 20:00に放送された児童向けドラマである。全52回。

## 概要
『ジャンケンケンちゃん』に続く「ケンちゃんシリーズ」の第2作。
本作より佐久間まゆみ（真由美）演じる妹・トコちゃんが登場。この後トコちゃんは『すし屋のケンちゃん』→『ケーキ屋ケンちゃん』に登場し、ケンちゃんと並ぶ人気者となる。またケンちゃん一家が「サラリーマン一家」という設定はシリーズ唯一である。
1970年10月1日の第31話放送分からはカラー化された。
なお本作より『ケンちゃんシリーズ』は、3月に開始するというパターンが定着する。

## 出演者
- ケンイチ：宮脇康之
- トコちゃん：佐久間まゆみ
- お父さん：塚本信夫
- お母さん：柳川慶子
- おじいさん：清水将夫
- おばあさん：葦原邦子
- 武彦おじさん：大谷直
- ゴロー：長田伸二
- モモコ：今井るみ子
- ヨシコ：伊藤亨子
- タケシ：木津芳一
- ナオキ：村田済
- ジロー：梶直也
- チョロ：柳下達彦
- メグミ：大谷めぐみ
- エッチさん：久里みのる
- ベアーさん：矢野間啓二
- タマゲタさん：桂文平

ほか

## スタッフ
- 脚本：新井光、千葉茂樹、光畑碩郎、多地映一、ほか
- 監督：春原政久、曽根義隆、斉藤秀夫、ほか
- 撮影技術：山崎尚宏
- 照明：加藤角三
- 録音：原田敦
- 美術：儘田敏雄
- 編集：池月正
- 助監督：今村明男、関武己、他
- 制作主任：名久井寅喜
- 現像：TBS映画社
- 音楽：三沢郷、松井八郎
- プロデューサー：杉山茂樹
- 制作：TBS、国際放映

## 主題歌
「ケンちゃんトコちゃんGo!Go!Go!」
- 作詞：風間しげみ／作編曲：三沢郷／歌：宇野ゆう子、少年少女合唱団みずうみ
- 東芝音楽工業（現：ユニバーサル ミュージック合同会社）から発売。宇野は『サザエさん』主題歌『サザエさん』に続いての曲。
- 『ケンちゃんシリーズ』では唯一、アバンタイトル（タイトル表示を含む）は実写でなく「止め絵」で構成。イラストは小学館の学年別学習雑誌で主にコミカライズを担当した竹中きよし。
- カラー化された第31回からOP映像（アバンタイトル含む）も変更、変更前（モノクロ時代）の映像は「町内」だったが、変更後は「遊園地」となり、以後シリーズのOP映像では、ケンちゃんが弟妹と共に観光施設で遊ぶのが定番となる。

## サブタイトル
1. 1970年3月5日 「年上はソンだね!」
2. 1970年3月12日 「アレ! こわれちゃった」
3. 1970年3月19日 「ゆうずうってなァーに」
4. 1970年3月26日 「兄貴はつらいよ」
5. 1970年4月2日 「ながーいお使い」
6. 1970年4月9日 「学校と幼稚園」
7. 1970年4月16日 「もしも、あの時」
8. 1970年4月23日 「おとこの中の男」
9. 1970年4月30日 「おかしなてがみ」
10. 1970年5月7日 「ママゴンひっこめ!」
11. 1970年5月14日 「ぼくはコーモリだあ!」
12. 1970年5月21日 「ぼくのにが手」
13. 1970年5月28日 「おシャレな二人」
14. 1970年6月4日 「なんだ! ウソつき」
15. 1970年6月11日 「きんきん金魚」
16. 1970年6月18日 「きょうだい大げんか」
17. 1970年6月25日 「いたずら大失敗」
18. 1970年7月2日 「パパかてママかて」
19. 1970年7月9日 「チックタック騒動」
20. 1970年7月16日 「風車のある高原」
21. 1970年7月23日 「大人になったら?」
22. 1970年7月30日 「走れマラソン!」
23. 1970年8月6日 「ギョロとチョロ!」
24. 1970年8月13日 「むかし昔は?」
25. 1970年8月20日 「ヘンなドライブ」
26. 1970年8月27日 「お菓子の家」
27. 1970年9月3日 「ペンフレンドがやってきた」
28. 1970年9月10日 「ケン子さんとトコ一くん」
29. 1970年9月17日 「カメとボタン（前編）」
30. 1970年9月24日 「カメとボタン（後編）」
31. 1970年10月1日 「天狗とびきりの術」
32. 1970年10月8日 「これはしまった!」
33. 1970年10月15日 「やったぞ兄貴」 ゲスト 川口英樹
34. 1970年10月22日 「歯がいたいよ」
35. 1970年10月29日 「おれのいもうとだぞン」
36. 1970年11月5日 「しょうじきに言っちゃおう」
37. 1970年11月12日 「鏡の中のぼうけん」
38. 1970年11月19日 「妹なんか要らないよ」
39. 1970年11月26日 「ボクのおよめさん」
40. 1970年12月3日 「ママありがとう」
41. 1970年12月10日 「おルスバンは大変」
42. 1970年12月17日 「ボーナスちょうだい」
43. 1970年12月24日 「忍者のXマス」
44. 1971年1月7日 「デコボコ河原の対決」
45. 1971年1月14日 「バンザイ・チビッコニュース」
46. 1971年1月21日 「四十五羽の鶴」
47. 1971年1月28日 「英語でケンカしちゃえ」
48. 1971年2月4日 「キツネと宝石」
49. 1971年2月11日 「パパわかってヨ」
50. 1971年2月18日 「さよならは嫌い」
51. 1971年2月25日 「ごめんなさい、ごめんなさい」
52. 1971年3月4日 「フラダンスを教えてよ」

1970年12月31日は『第12回日本レコード大賞』本戦中継（19:00 - 20:56）のため休止。『チャコちゃんシリーズ→ケンちゃんシリーズ』30分体制後に休止になるのはこれが初。

## 参考資料
- テレビドラマデータベース